# Meteotsunami
Ein Meteotsunami oder meteorologischer Tsunami ist ein tsunami-ähnliches Phänomen, das in den Küstenmeeren vieler Länder und auch an größeren Seen zu beobachten ist: Selbst bei recht ruhiger Wasseroberfläche werden hierbei plötzliche meterhohe Wellen erzeugt, die nicht vorhersagbar sind. Sie kommen praktisch aus dem Nichts, betreffen weite Küstenabschnitte und hinterlassen eine Spur der Verwüstung. Im Unterschied zu einem 'echten' Tsunami ist der Auslöser der Welle kein Seebeben, sondern er wird durch kurzperiodische Luftdruckschwankungen in Verbindung mit Resonanzphänomenen und Wind erzeugt.
Das weltweite Vorkommen zeigt sich an verschiedenen nationalen Namen: Rissaga auf den Balearen, Milghuba auf Malta und Marrubio auf Sizilien. In der Bucht von Fiume wird der Meteotsunami  Stigazzi genannt und in Japan ist er unter Abiki oder Yota bekannt. In der Nord- und Ostsee bis nach Finnland wird er Seebär genannt.

## Ursachen
Durch sich blockierende Luftströmungen werden lokale Luftdruckunterschiede erzeugt, die auf Meereswellen mit der gleichen Geschwindigkeit treffen müssen. Dann kann es zu einer Resonanz zwischen Luftdruck- und Wasserwellen kommen, sodass durch Resonanzüberhöhung Wellen mit bis zu mehreren Dezimetern Höhe entstehen können.
Wenn die Wellen eine Bucht erreichen, werden sie wie bei herkömmlichen Tsunamis gestaut
und erreichen Höhen von mehreren Metern unter der Voraussetzung, dass die Bucht über die „richtige“ Länge verfügt, um die Wellen nicht auszulöschen, sondern zu verstärken.

## Seebär
Der deutsche Begriff Seebär für einen Meteotsunami entstand aus einer Verballhornung des niederdeutschen Wortes boeren (vgl. im Englischen: bore), was in etwa „heben“ bedeutet. Bereits 1756 beschreibt der deutsche Naturforscher Daniel Gottlob Thebesius einen Meteotsunami unter der Bezeichnung Seebär. Seebären treten sowohl an Nord- und Ostseeküste auf. Für die nordfriesische Insel Sylt sind Seebären unter anderem für den 14. Juni 1964 und den 18. Juni 2002 dokumentiert. Es wird jedoch angenommen, dass die Zahl der tatsächlich stattgefundenen Meteotsunamis höher ist.
Seebären mit einer Wellenhöhe von über einem Meter sind extrem selten. Die Gefahr von Seebären besteht aber darin, dass sie (anders als Sturmfluten) nicht vorhergesagt werden können.

## Rissaga

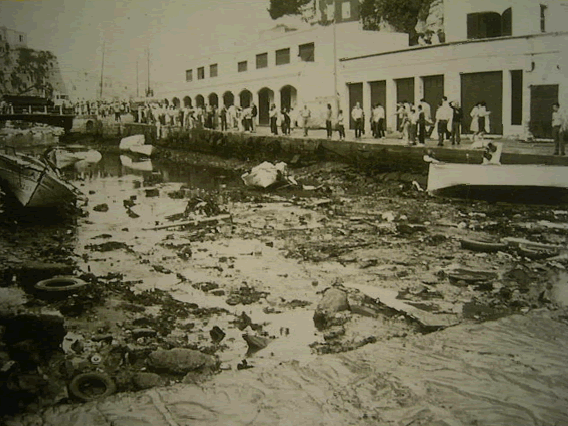
Rissaga in Ciutadella, Menorca

Rissaga (Resarca, Rissague) ist ein hydrologisches Phänomen, das im Hafen von Ciutadella auf der Baleareninsel Menorca auftritt. Es tritt nur ein- bis zweimal im Jahr auf und ist meistens nur schwach ausgeprägt. In einzelnen Fällen jedoch läuft das Hafenbecken innerhalb weniger Sekunden fast völlig leer, das Wasser kehrt dann in einer gewaltigen Welle zurück und verursacht mitunter große Schäden, wie am 21. Juni 1984 und am 15. Juni 2006.
Nach Untersuchungen der Universität der Balearen entspringen diese Wasserstandsschwankungen weder seismischen Ursachen noch den Gezeiten, denn sie korrelieren mit einem plötzlichen kurzen Luftdruckabfall um max. 8 hPa, dem zahlreiche Luftdruckschwankungen in Minutenabständen um 2 hPa vorausgehen.
Die Druckschwingungen der Atmosphäre wirken naturgemäß auf den Wasserkörper und lösen hier Schwingungen aus, die eine wandernde Welle bewirken. Damit zuletzt große Wasserstandsschwankungen am Ufer auftreten können, bedarf es zweier Voraussetzungen: geringe Wassertiefe und eine enge Bucht. An einem Messpunkt vor der Hafenbucht Ciudadelas schwingt der Wasserstand während einer Rissaga um max. 60 Zentimeter, im Buchtinnern um weit über zwei Meter.
Besonders hohe Flutwellen mit bis zu 4 m Höhe und damit einem Tsunami ähnelnd wurden beim Auftreten besonderer meteorologischer Faktoren beobachtet. Typischerweise ist es schwül, der Himmel bedeckt und es herrscht Südwind. Seit Beginn der Messungen ist die Rissaga nur einmal auch bei Nordwind aufgetreten.
Letzte große Vorkommen dieses Effekts:
- 21. Juni 1984: mit Schäden in Millionenhöhe an Bars, Restaurants und Booten
- 15. Juni 2006: Anstieg um vier Meter binnen kürzester Zeit, zahlreiche Boote zerstört, Bars und Restaurants unter Wasser gesetzt
- 16. Juli 2018: Der Norden Mallorcas sowie die Nachbarinsel Menorca wurden von zwei Mini-Tsunamis getroffen. Dabei kam es zu Überschwemmungen vor allem in den Häfen von Port d’Antratx sowie Port d‘Alcúdia.[5]

## Weitere Vorkommen
- 27. Juni 2011: Ein ungefähr ein Meter hoher Tsunami überspülte in Südwestengland die Küsten und setzte Buchten unter Wasser.[6]

- 13. Juni 2013: Ein mysteriöser Tsunami auf einer Breite von mehr als tausend Kilometern hat Strände an der Ostküste der USA überschwemmt.[7]

| Ort                          | Land                | Max. Höhe (m) |
| ---------------------------- | ------------------- | ------------- |
| Bucht von Nagasaki           | Japan               | 4,8           |
| Hafen von Pohang             | Südkorea            | 0,8           |
| Hafen von Longkou            | Volksrepublik China | 3             |
| Hafen von Ciutadella         | Spanien             | 4             |
| Golf von Triest              | Italien             | 1,5           |
| Westlicher Teil von Sizilien | Italien             | 1,5           |
| Malta                        | Malta               | 1             |
| Stari Grad                   | Kroatien            | 2,5           |
| Mali Lošinj                  | Kroatien            | 0,8           |